# Scott Kinsey
Scott Kinsey is een Amerikaanse toetsenist.

## Biografie
Naast zijn werk in Tribal Tech met  Scott Henderson en Gary Willis werkte Kinsey met de filantropist Paul Allen, Dan Aykroyd, Philip Bailey, Bob Belden, Concha Buika, Danny Carey, Jimmy Earl, Bill Evans, Robben Ford, Matt Garrison, Tim Hagans, David Holmes, James Moody, de Norrbotten Big Band, Nicholas Payton, Kurt Rosenwinkel, Serj Tankian, Anne Sofie von Otter, Joe Walsh, de WDR Big Band, Gary Willis, Torsten de Winkel, Joe Zawinul en Uncle Moe's Space Ranch met de gitarist T.J. Helmerich.
Kinsey produceerde albums voor Philip Bailey (Soul On Jazz), Joe Zawinul (Faces and Places), Tim Hagans (Imagination Animation and ReAnimation) Tribal Tech (TTX, Reality Check, Thick, Rocket Science), Scott Henderson (Dog Party, Tore Down House), Gary Willis (Bent) en James Moody (Homage).
Kinseys werk verscheen op de soundtracks van de films Ocean's Eleven, Ocean's Twelve, Ocean's Thirteen, Code 46, Stander, Confessions of a Dangerous Mind, Brown Sugar en Analyze That.
Kinsey was een beschermeling van Joe Zawinul, de uitvoerend producent van de Europese versie van Kinsey's eerste album Kinesthetics.

## Discografie

### Als leader
- 2006: Kinesthetics (Abstract Logix)
- 2017: No Sleep met Naina Kundu (Kinesthetic Music)

Met Human Element
- 2010: Human Element (Abstract Logix)

Met Tribal Tech
- 1992: Illicit (Bluemoon)
- 1993: Face First (Bluemoon)
- 1995: Reality Check
- 1999: Thick
- 2000: Rocket Science (ESC)
- 2012: X (Tone Center)

Met Uncle Moe's Space Ranch
- 2001: Uncle's Moe's Space Ranch (Tone Center)
- 2007: Moe's Town (Tone Center)

### Als sideman
Met Bob Belden
- 1994: Princejazz (Somethin' Else)
- 1997: Tapestry (Blue Note Records)
- 2001: Black Dahlia (Blue Note)

Met Tim Hagans
- 1999: Animation/Imagination (Blue Note Records)
- 1999: Re-Animation Live! with Bob Belden (Blue Note Records)
- 2002: Future Miles (ACT)

Met Scott Henderson
- 1994: Dog Party (Mesa)
- 1997: Tore Down House (Mesa/Bluemoon)
- 2002: Well to the Bone (ESC)

Met Gary Willis
- 1996: No Sweat (Alchemy)
- 1998: Bent (Alchemy)
- 2015: Larger Than Life (Abstract Logix)

Met anderen
- 2002: Philip Bailey, Soul on Jazz (Heads Up International)
- 1997: Jeff Berlin, Taking Notes (Denon Records)
- 2010: Ranjit Barot, Bada Boom (EMI Records)
- 2013: Sandeep Chowta, Matters of the Heart (Sony Music)
- 2014: Jimmy Earl, Renewing Disguises (Severn)
- 2018: Jimmy Haslip, ARC Trio (Blue Canoe)
- 2008: Jimmy Herring, Lifeboat (Abstract Logix)
- 2003: David Holmes, Presents the Free Association (13 Amp)
- 2010: Robert Hurst, Bob Ya Head (Bebob)
- 2006: Michael Landau, Live (Tone Center)
- 2009: The Manhattan Transfer, The Chick Corea Songbook (4Q)
- 2000: Kurt Rosenwinkel, The Enemies of Energy (Verve Records)

- Bibliothèque nationale de France: cb141937085 (data)
- International Standard Name Identifier: 0000 0000 6157 8122
- MusicBrainz: 91ab6b95-f71b-40c5-9ab8-b2e66045eadf
- Système universitaire de documentation: 08852180X
- Virtual International Authority File: 12516197
- WorldCat: E39PBJg4rmVjhQTMjPRGGCfXh3